# Smogorzewo Pańskie
Smogorzewo Pańskie – wieś w Polsce położona w województwie mazowieckim, w powiecie pułtuskim, w gminie Winnica. Ma status sołectwa.
W latach 1975–1998 miejscowość administracyjnie należała do województwa ciechanowskiego.
Od nazwy wsi pochodzi nazwa parafii Nawiedzenia NMP (dekanat serocki, diecezja płocka) której siedziba i kościół parafialny znajdują się jednak w sąsiedniej wsi Błędostowo.